# میدان نفتی الشاهین
میدان نفتی الشاهین میدان تولید نفت و گاز در سواحل شمال شرقی قطر در خلیج فارس، به فاصله ۸۰ کیلومتر (۵۰ مایل) شمال دوحه است.  میدان نفتی در بالای میدان گازی شمال، یکی از بزرگترین میدانهای گازی جهان قرار دارد. این میدان نفتی تا ژوئیه ۲۰۱۷ توسط مارسک اویل فطر ای‌اس دانمارک تحت قرارداد مشارکت در تولید با نفت قطر، به نمایندگی از دولت قطر اداره می‌شد.  از ژوئن سال ۲۰۱۶، قطر پترولیوم و شرکت بزرگ فرانسوی توتال شرکتی جدید با نام " شرکت نفت شمالی (قطر) " تاسیس کردند. این شرکت ۷۰٪ متعلق به قطر پترولیوم و ۳۰٪ متعلق به توتال است. شرکت نفت شمالی در ۱۴ ژوئیه ۲۰۱۷ اداره میدان را به عهده گرفت. 